# Лурд-Уэст (кантон)
Лурд-Уэст (фр. Lourdes-Ouest, окс. Lorda Oèst) — кантон во Франции, находится в регионе  Юг — Пиренеи. Департамент кантона —  Верхние Пиренеи. Входит в состав округа Аржеле–Газо.
Код INSEE кантона 6527. Всего в кантон Лурд-Эст входят 9 коммун, из них главной коммуной является Лурд.

## Коммуны кантона
| Коммуна          | Население, чел. (2012) | Почтовый индекс | Код INSEE |
| ---------------- | ---------------------- | --------------- | --------- |
| Аде              | 762                    | 65100           | 65002     |
| Аспен-ан-Лаведан | 261                    | 65100           | 65040     |
| Бартрес          | 467                    | 65100           | 65070     |
| Виже             | 134                    | 65100           | 65470     |
| Лурд             | 14 466(1)              | 65100           | 65286     |
| Омекс            | 238                    | 65100           | 65334     |
| Осан             | 195                    | 65100           | 65343     |
| Пуэферре         | 871                    | 65100           | 65366     |
| Сегю             | 263                    | 65100           | 65415     |

## Население
Население кантона на 2007 год составляло 10 733 человека.
| 1962 | 1968 | 1975 | 1982 | 1990 | 1999 | 2006 |
| ---- | ---- | ---- | ---- | ---- | ---- | ---- |
| 1845 | 1952 | 2133 | 2304 | 2570 | 2710 | 2965 |